# وحيد القمة
وحيد القمة أو الأكرمونيوم (الاسم العلمي: Acremonium)، جنس فطريات من فصيلة المستلحمية، ويشتمل على 122 نوعًا. كان يُعرف سابقًا باسم Cephalosporium.